# História da Espanha
O nome "Espanha", evolução da designação do Império Romano "Hispânia", era, até o século XVIII, apenas descritivo da Península Ibérica, não se referindo, assim, a um país ou Estado específico, mas ao conjunto de todo o território ibérico e dos países que nele se incluíam. A Espanha foi unificada durante o Iluminismo. Até então, era um conjunto de reinos jurídica e politicamente independentes governados pela mesma monarquia. Até a data da unificação, a monarquia era formada por um conjunto de reinos associados por herança e união dinástica ou por conquistas. A forma de governo era conhecida como aeque principaliterː os reinos eram governados cada um de forma independente, como se tivesse, cada reino, o seu próprio rei. Cada reino mantinha o seu próprio sistema legal, a sua língua, os seus fóruns e os seus privilégios. A Constituição de 1812 adopta o nome "As Espanhas" para a nova nação. A Constituição de 1876 adopta pela primeira vez o nome "Espanha".
Os termos "As Espanhas" e "A Espanha" não eram equivalentes e eram usados com muita precisão. A expressão "As Espanhas" referia-se a um conjunto de unidades jurídico-políticas, isto é, referia-se a um conjunto de reinos independentes, primeiramente apenas aos reinos cristãos da Península Ibérica, depois apenas aos reinos unidos sob a mesma monarquia. A expressão "A Espanha" referia-se a um espaço geográfico e cultural que englobava diversos reinos independentes. A partir de Carlos V o uso do título "rei das Espanhas" referia-se à parte de Espanha que não incluía Portugal, mas esta designação era apenas uma forma de designar coletivamente um extenso número de reinos, uma abreviação, que não tinha validade jurídica para uma longa lista de títulos reais cuja forma oficial era rei de Castela, de Leão, de Aragão, de Navarra, de Granada, de Toledo, de Valência, da Galiza, de Maiorca, de Menorca, de Sevilha, etc. (da mesma forma utilizava-se o título Sua Majestade Lusitana para o rei de Portugal, ou rei lusitano).
A partir de 1640, com a Restauração da Independência em Portugal, a designação "Rei de Espanha" manteve-se, apesar de a união dinástica já não englobar toda a Península.
A abordagem da História de Espanha mais comum é a de descrever, nos seus tópicos iniciais, a história da Península Ibérica até os períodos anteriores à conquista da América.

## Pré-história

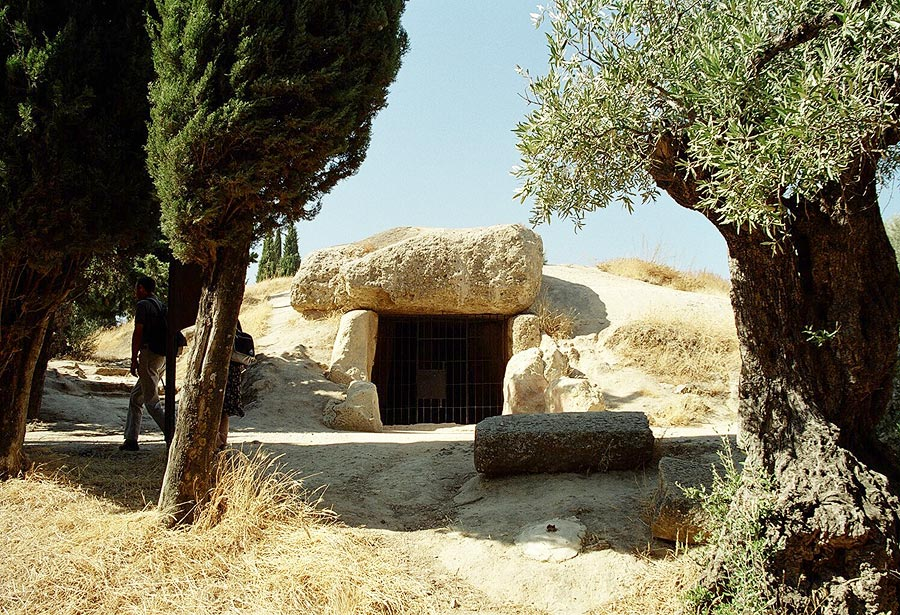
Dólmen de Menga, no sul de Espanha

A história da presença humana na Península Ibérica remonta a cerca de 8 000 anos, depois do descobrimento de um dos primeiros antepassados dos seres humanos em Atapuerca (Burgos) e ao que foi batizado como Homo antecessor. Em 1848, foi encontrado, numa caverna do atual território britânico de Gibraltar, um crânio de um homem de Neanderthal que teria aproximadamente vivido há 60 000 anos.
Durante o Paleolítico Superior, por volta de 16 000 anos atrás, a cultura magdaleniana estava presente nas Astúrias, Cantábria e parte do País Basco, cujo registro mais notável é a presença das pinturas rupestres na caverna de Altamira. No Paleolítico Médio, registros de pinturas rupestres foram encontradas na zona mediterrânea da península, fundamentalmente no que hoje é a província de Castellón.
Em 5 500 a.C. aparece na península a cultura Campaniforme ou mais exatamente "Cultura do vaso campaniforme". Por volta de 3 700 a.C. aparecem a cultura megalítica e a agricultura.
A aparição de culturas que usavam os metais espoletou em torno dos anos 3 000 a 2 500 a.C. A sua distribuição geográfica é maior e considera-se que a busca dos metais trouxe fluxos migratórios importantes, destacando Los Millares em Almería, com uma grande fortificação, e no curso do Rio Tejo na zona portuguesa atual.

## Hispânia pré-romana
Os celtas chegaram à península no primeiro milénio a.C., usando as atuais Galiza, Astúrias, Cantábria, País Basco, norte de Castela e boa parte de Portugal.
A costa peninsular oriental foi ocupada primeiro pelos fenícios, aproximadamente até 700 a.C. Fundaram Gadir (Cádis), Málaca (Málaga) e Abdera (Adra, na atual província de Almería).
Os gregos se instalaram mais ao norte da costa, em Rhodes (Rosas) e Empório (Ampúrias), na atual zona da Catalunha, encontrando os iberos e trazendo aos dias de hoje as primeiras referências deste povo.
É o momento em qual aparece os tartessos como civilização no Vale de Guadalquivir. Os dados históricos deixados pelos gregos nos falam de duas culturas presentes: celtas e iberos, uns a norte e outros a sul. Junto a estes conviviam na península os celtiberos na zona central da Meseta, com cidades como Numância, os lusitanos, galaicos, ástures, cántabros e vascões. A denominada civilização ibérica teve a sua origem, segundo a maioria dos autores, em uma mistura de indo-europeus dos celtas, dos povos ibéricos autóctones, das presenças púnica e grega e do início da romanização.
No século III a.C., os cartagineses iniciam na Península Ibérica um projeto imperialista mediterrâneo no qual fundam Qart Hadasht (Cartagena) que se converte rapidamente em uma importante base naval.
Cartago e Roma se enfrentaram finalmente em uma série de guerras (Guerras Púnicas) pela hegemonia no Mediterrâneo Ocidental. Depois da derrota na Primeira Guerra Púnica, Cartago tenta ressarcir-se de suas perdas da Sicília, Sardenha e Córsega, incrementando seu domínio na Ibéria.
Amílcar Barca, Aníbal e outros generais cartagineses situam-se nas antigas colônias fenícias da Andaluzia e o Levante sob seu controle e procedem depois à conquista ou extensão de sua área de influência sobre os povos indígenas. Ao final do século III a.C., a maior parte das cidades e povos a sul dos rios Douro e Ebro, assim como as Ilhas Baleares, reconhecem o domínio cartaginês.
No ano 219 a.C. produz-se a ofensiva de Aníbal contra Roma, tomando a Península Ibérica como base de operações e incluindo uma grande proporção de hispanos em seu exército.
Foi neste processo que tentaram submeter a colônia grega de Sagunto, situada ao sul da fronteira do Ebro mas aliada de Roma, dando lugar à Segunda Guerra Púnica, que culminaria com a incorporação da parte civilizada (ibera) da península à República Romana.

## Período romano
Depois da Segunda Guerra Púnica, entre 218 e 201 a.C., pôde-se considerar a Península Ibérica submetida ao poder de Roma. A campanha de ocupação, depois da expulsão cartaginesa, foi rápida, exceto no interior (Numância) e o povo cántabro que resistiu até a chegada de Augusto nos inícios do Império Romano.

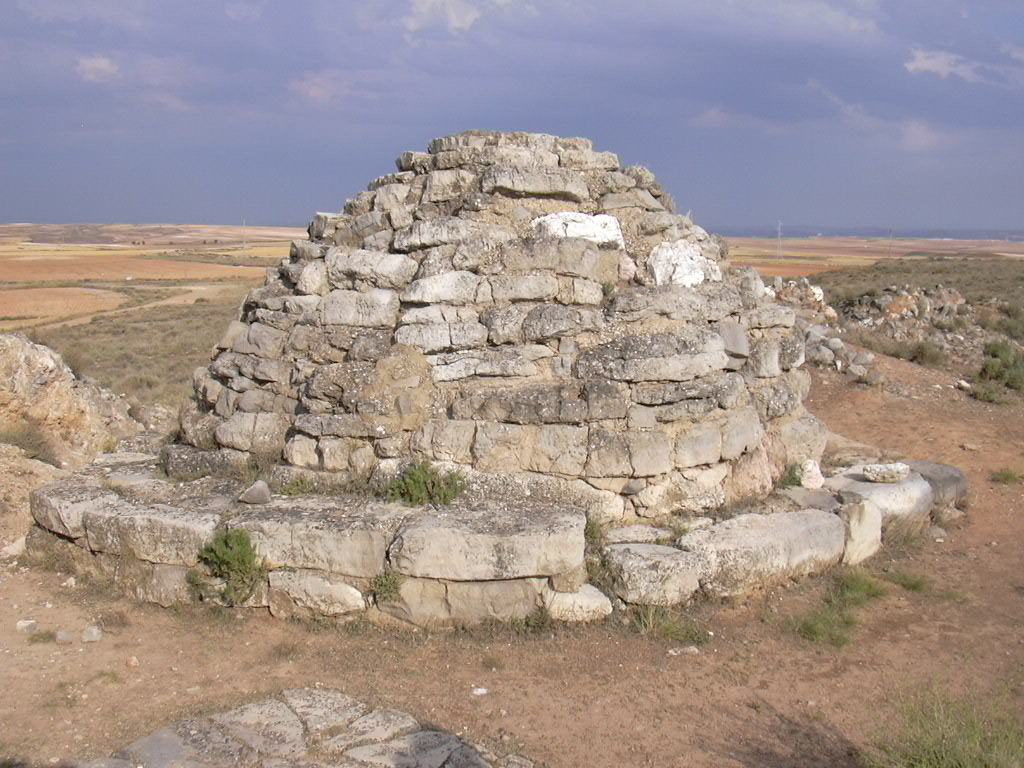
Tumba Ibera em Azaila.

Em 195 a.C. os romanos dividiram o território ibérico em duas zonas: a Hispânia Citerior e a Hispânia Ulterior. Em 27 a.C. o general Agripa criou as províncias: Tarraconense, antiga Hispânia Citerior; a Bética e a Lusitânia, a partir da Hispânia Ulterior. Em 216, surgiu a Nova Hispânia Citerior Antoniana, na região noroeste da península, aproximadamente onde hoje são as Astúrias. Diocleciano reuniu essas províncias, inclusive a Baleárica, a Tingitana e a Cartaginense, formando a diocese da Hispânia, politicamente dependente da prefeitura pretoriana da Gália.
O processo de romanização, entendido como a incorporação da língua, dos costumes e da economia romana, começou aproximadamente em 110 a.C. e duraria com toda sua força até meados do século III. Séculos mais tarde, o latim vulgar, idioma dos conquistadores romanos, daria origem a várias línguas neolatinas como o catalão, o castelhano (ou espanhol), o galego, entre outras. O idioma basco é o único idioma na Espanha a não ter origem no latim vulgar.

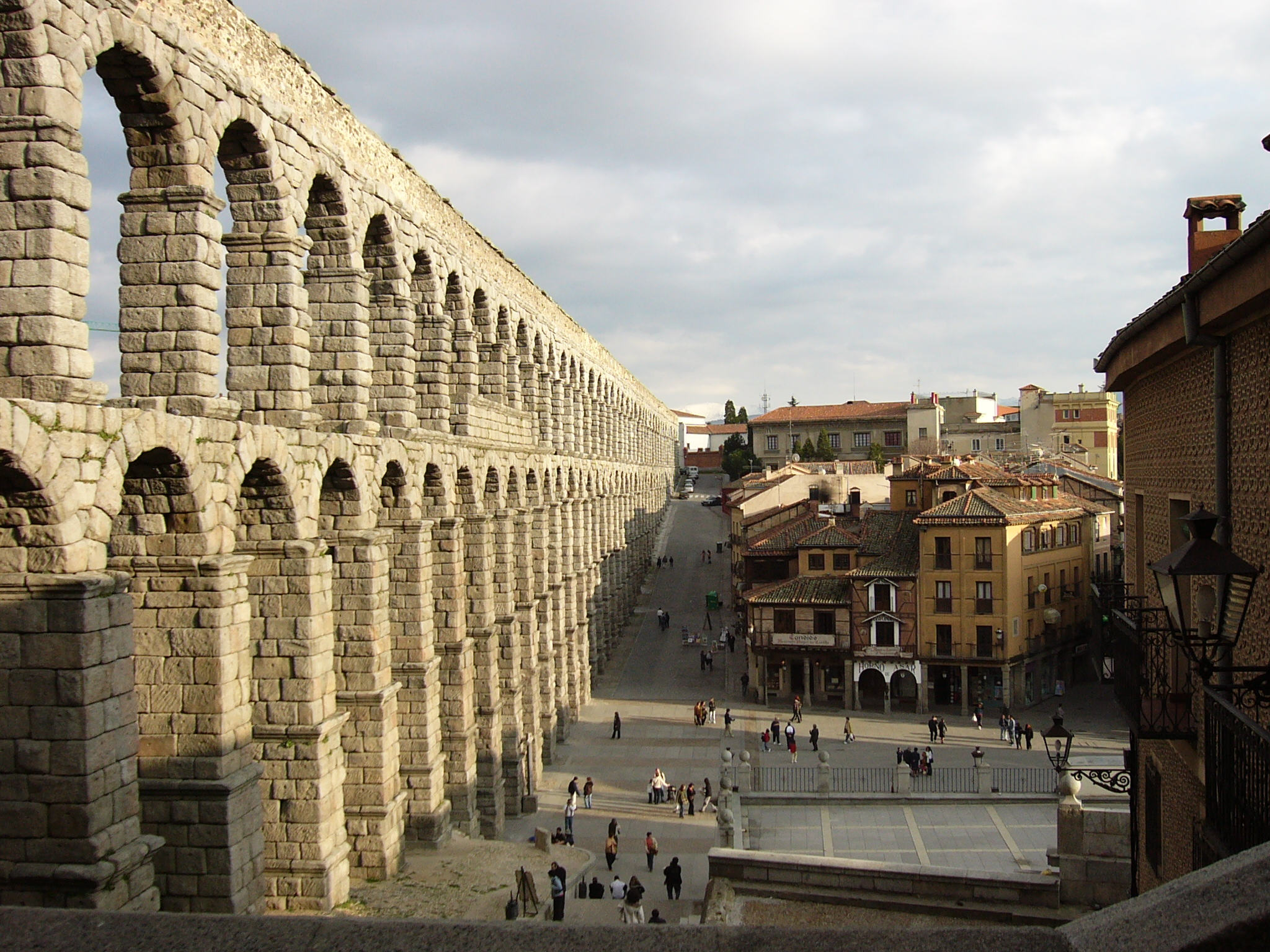
O Aqueduto de Segóvia, importante obra de construção civil romana.

## Invasões germânicas e o Reino Visigodo (séc. V - 711)

### As invasões
Na Península Ibérica, como em outras províncias, a predominância do Império Romano foi caindo gradualmente. Com os processos quase que simultâneos da "desromanização" do Império Romano na Hispânia, há que citar: debilitação da autoridade central nos séculos III, IV e V e da "romanização" das tribos germânicas, por exemplo, a adoção do direito romano, que é evidente na Lex Gothorum (Lei dos Godos), a conversão ao cristianismo e a afinidade que alguns reis tinham pelo latim.
No inverno de 406, aproveitando o congelamento do rio Reno, vândalos, suevos e alanos invadiram o império com grande vigor e pujança. Ao cabo de três anos, cruzaram os Pireneus, chegaram à Península Ibérica, e dividiram, entre si, as partes ocidentais, que correspondiam aproximadamente a Portugal atual e Espanha ocidental até Madrid.

### O Reino suevo da Galécia
O Reino Suevo configura-se como a mais antiga estrutura política das atuais regiões da Galiza e (norte e centro de) Portugal depois da queda do domínio romano. Foi o primeiro reino que se separou do Império Romano e cunhou moeda. Os suevos eram um povo germânico que teria entrado no noroeste da Península Ibérica em 409 numa vaga migratória ou guerreira, mas com pouca população. Rapidamente, tomaram o controle do território, mas, devido ao seu número reduzido, não modificaram grandemente a estrutura nem a cultura em que se assentaram. As crónicas de Idácio são uma das fontes que mais dados dão sobre a estadia deste povo no noroeste peninsular e possuem grande valor por se tratarem de uma fonte contemporânea aos acontecimentos relatados.
É notável, nesta época, o trabalho de São Martinho de Braga, impulsionador dos ditos concílios, da ordenação do território (Parochiale Suevorum) e da difusão do cristianismo frente às crenças pagãs de raiz pré-românica (De correctione rusticorum). Desempenhou funções de chanceler do rei Teodomiro. Miro (570-583) foi o seu sucessor. Durante o seu reinado celebrou-se o Segundo Concílio de Braga (572). Aproximadamente em 577 iniciou-se a guerra civil visigoda, na que interveio Miro, que, em 583, organizou uma expedição fracassada de conquista a Sevilha. Durante o regresso desta expedição o rei encontrou a morte. No reino suevo começaram uma série de lutas internas. Eborico (também chamado de Eurico, 583-584) foi destronado por Andeca (584-585), que falhou no seu intento de evitar a invasão visigoda, dirigida por Leovigildo, que se fará efetivamente no ano de 585.

### O Reino Visigodo
Os visigodos, que tinham tomado Roma fazia dois anos, chegaram à região em 412, fundando o Reino de Tolosa (Toulouse, no sul da França), e estenderam a sua influência gradualmente à península, empurrando os vândalos e alanos para o norte da África, quase não dando tempo para que estes deixassem a sua marca na cultura ibérica. Mais tarde, depois da conquista de Tolosa pelos Francos e da perda de grande parte dos territórios no que atualmente é a França, os visigodos mudaram a capital do reino para Toledo. Atribui-se que o apogeu do Reino Visigótico se deu durante o reinado de Leovigildo (572 - 586). Em 585, os visigodos capturaram o rei dos suevos, anexando os seus territórios.
Os visigodos eram os mais romanizados dos povos bárbaros. Eles mantiveram o sistema legal romano. O modo de produção era próximo do sistema feudal típico, e a religião predominante era a católica. A cristologia classificada como heresia pela Igreja Católica denominada arianismo propagou-se pelo reino, sendo combatida pelo rei católico Recaredo.
Curiosamente, a Espanha nunca entrou no período de analfabetismo que chamamos de Idade das Trevas, de que sofreram a Bretanha, a Gália, a Lombardia, e a Alemanha nesses anos. A razão deve-se ao facto de os visigodos terem sabido respeitar as instituições e as leis romanas, mantendo uma infraestrutura estável e arquivos históricos durante a maior parte do intervalo entre 415, quando, segundo a tradição, começou o Reino Visigodo, e 711, quando foi destruído pelos árabes (na realidade, estava já muito decadente antes de sua chegada).
Apesar de que a nobreza visigoda praticava o arianismo, este gozou de pouca popularidade entre a população hispano-romana da península, fiel, em sua maioria, à doutrina católica romana. Desde a coroação visigoda, em 587, o rei Recaredo, já convertido ao catolicismo, tratou de conciliar assim mesmo a religião ariana com a católica, mas com pouco êxito. Finalmente, impôs-se a opção católica pela força, dispensando a igreja ariana de seus bens em favor de sua antagonista.

## Invasão muçulmana
Os territórios árabes, junto com a fé islâmica, tinham se propagado velozmente. Em 711, os muçulmanos (árabes e berberes) já tinham o controlo no norte da África. Ainda no mesmo ano, liderados por Tárique, capturaram e mataram o rei visigodo Rodrigo na Batalha de Guadalete.
Depois da morte do rei Witiza, os nobres e bispos da península elegem o rei Rodrigo, duque da Bética. Os filhos de Witiza queriam como rei Aquila, duque da Tarraconense, e, por isso, pactuam com os árabes através de Don Julián, conde de Ceuta. Rodrigo, que estava lutando contra um levantamento dos bascos, ao saber da invasão árabe acude com seu exército. Perde a Batalha de Guadalete devido à deslealdade dos witizanos. Com sua morte, os árabes se animam a continuar com a luta.
Em 712, Tárique conquista Toledo e chega a Leão; Muça ibne Noçáir conquista Sevilha e chega a Mérida. Posteriormente uniriam suas forças para tomar Saragoça. Em 713, em virtude da derrota da dinastia omíada pelos abássidas, o emir Abderramão I torna o Emirado de Córdova independente do de Damasco, da qual fazia parte. Após seu reinado, sobe ao poder Abderramão II.
Abdalazize ibne Muça completa a conquista da península, exceto as zonas montanhosas cantábricas e pirenaicas em 716, passando a território franco. Carlos Martel detém o avanço árabe em Poitiers em 732.
Em 929, Abderramão III criou o Califado de Córdova, o que supõe a separação definitiva do Califado de Bagdad.

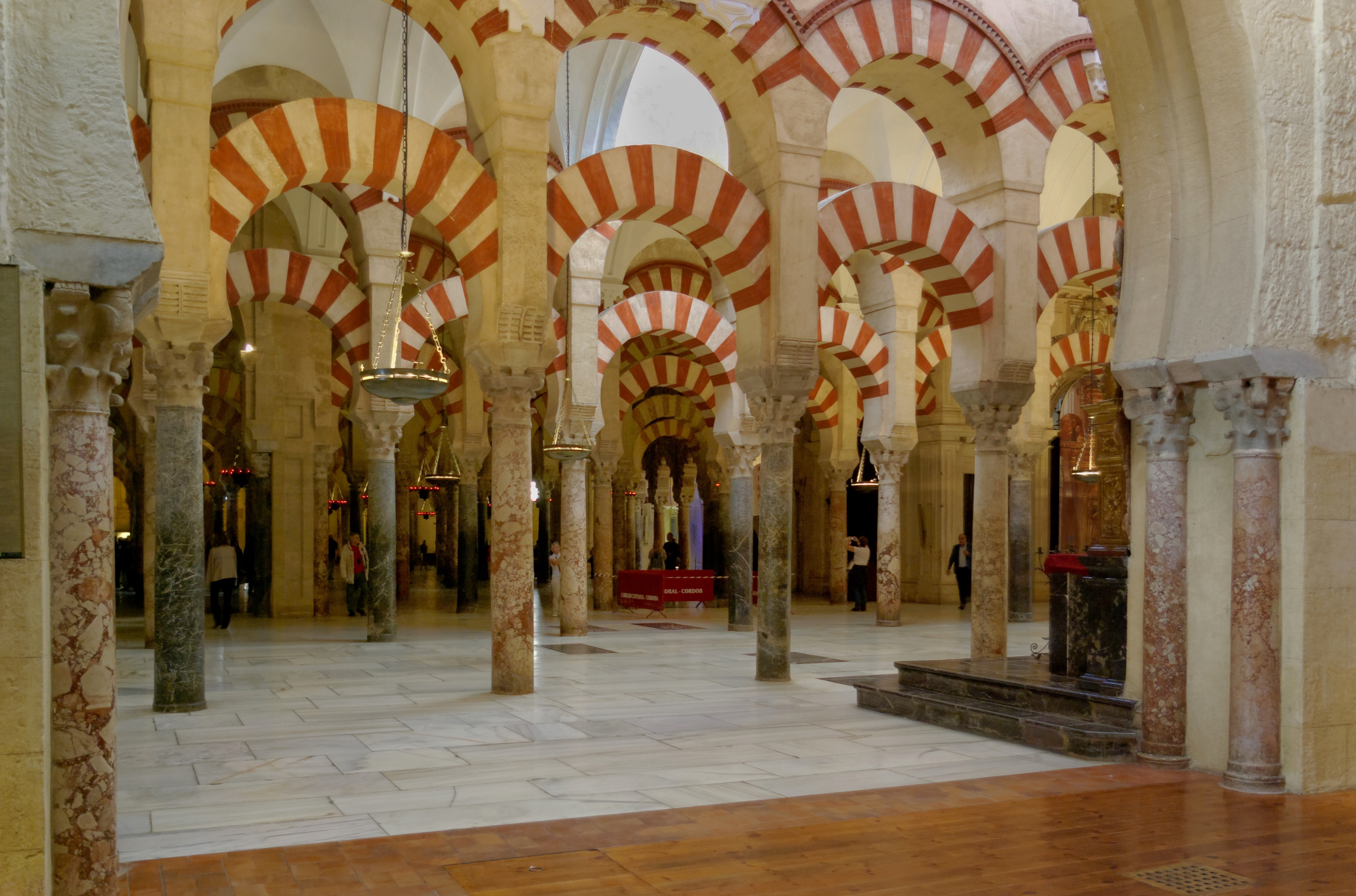
Interior da mesquita de Córdova, capital do califado de Al-Andalus.

## A reconquista
O avanço dos mouros não se deu sem resistência. Os adeptos do Islão estenderam seus territórios até o sul da atual França, quando foram derrotados pelos francos, liderados por Carlos Martel, em 732.
Antes disso, porém, já havia esforços por parte de povos cristãos para expulsar os muçulmanos da Península Ibérica. A primeira vitória contra os mouros dentro da Península foi empreendida por Dom Pelágio, o primeiro rei de Astúrias, na batalha de Covadonga (722). Desde então, e à medida que as vitórias cristãs se foram sucedendo, começaram a chegar vagas de cavaleiros europeus para ajudar os reis cristãos na sua senda pela reconquista da Península Ibérica, eram as primeiras Cruzadas. Como sinal do reconhecimento e mérito pela ajuda, os reis cristãos davam aos cruzados porções de terra, títulos, e casamento com filhas de nobres locais, ou até mesmo do próprio rei, ficando com o dever de gerir o território, lutar contra os mouros e prestar vassalagem ao Rei.
Isto veio fazer com que a Reconquista não fosse exatamente uma cooperação entre reis cristãos contra os mouros, pois na realidade, os reinos cristãos no norte da Península Ibérica guerrearam uns com os outros (na luta pelo poder, sucessões ao trono, ou até mesmo a independência. Muitos condados tentaram a independência, mas só os Condados Portucalense, os Condados Catalães e o de Castela o conseguiram, tornando-se mais tarde no Reino de Portugal, o Reino de Aragão e no Reino de Castela) tanto quanto contra os muçulmanos. Os dois principais reinos cristãos eram: o Reino de Astúrias sediado em Oviedo; e Navarra. Com as derrotas dos omíadas foi criado o Reino de Leão em 913. Sancho III de Navarra pôs seu filho Fernando na liderança de Castela, o Reino de Aragão tomou forma de confederação com vários monarcas como Jaime I e II. Castela conseguiu unir Galiza, Astúrias e Leão sob sua liderança. Com a morte de Fernando, o reino foi dividido entre os filhos Afonso, Sancho e Garcia. Garcia nunca chegou ao poder; Afonso foi exilado após tentar tomar o poder de Sancho. Após a morte de Sancho II, Afonso retornou ao trono de Castela.

Reprodução gráfica do mapa Chrétieneté d'Occident de Pierre Dervaux com os feudos em jogo da Conquista de Navarra.

Castela, Aragão e Portucale (Portugal) passaram a ser então os três reinos a fazer frente aos mouros, uma vez que Castela conseguia unir debaixo da mesma coroa Galiza e Astúrias e que os Condados Catalães unissem sob uma mesma coroa a Catalunha, Aragão e Maiorca. Portucale conseguiu mais eficazmente e rapidamente expulsar os mouros, sendo que no século XIII, o rei Dom Afonso III (r. 1248–1249) conseguiu expulsar definitivamente os mouros do Algarve, terminando assim a reconquista portuguesa. A partir daqui, Portugal foi afirmando a sua independência e identidade, até ao século XV, em que foram iniciados os Descobrimentos, com a exploração e conquista do norte de África. Castela já foi bem mais lenta na sua reconquista, sendo que a terminou por completo nos finais do século XV.
Aos poucos, as terras de domínio mouro foram-se reduzindo até uma pequena porção em Granada. A historiografia atual considera que a Espanha foi unificada através dos reis católicos: Isabel I de Castela e Fernando II de Aragão. No entanto, os reis católicos nunca assinaram em nome de Espanha, mas duas coroas de Aragão e Castela. Sob seu reinado, o último reduto mouro, o Granada foi conquistado. Outro facto importante do seu reinado foi a redução do poder da nobreza. Os mouros e judeus foram obrigados ao batismo ou ao exílio.
A reconquista foi finalizada em 1492 com a tomada de Granada por parte dos Reis Católicos que a anexaram à Coroa de Castela. Neste mesmo ano ocorreu o descobrimento da América, em nome das duas coroas, por Cristóvão Colombo.

### Espanhas à Espanha
O momento histórico exato em que se faz referência a Espanha pela primeira vez não está claramente definido.
Na Península se falava dos reinos de Navarra, Castela e Leão, Aragão e de Portugal como reinos hispanos. Mas quando por razões dinásticas ou de conquista um deles conseguia ter baixo seu cetro a maior parte da Espanha cristã, se auto-proclamava "Imperador totius Hispaniae", como foi o caso de Sancho o Maior de Navarra, ou de Alfonso VI e Alfonso VII de Leão e de Castela Isto não significa que já possamos falar de Espanha.
Os Reis Católicos eram conhecidos como Reis das Espanhas. Em 1493, o governo municipal de Barcelona se refere a Dom Fernando como o "Rey de Spanya, nostre senyor" (do catalão antigo "Rei de Espanha, nosso senhor"). A partir de Carlos I, todos os reis se auto-denominam Rei das Espanhas, colocando esta legenda (em latim) nas moedas acunhadas durante seus reinados, ainda que normalmente utilizassem outros títulos, desde "Rei de Castela" até "Senhor de Vizcaya e de Molina", ou simplesmente, "Eu o Rei".
Amadeu I (s. XIX) é o primeiro que oficialmente utiliza a denominação de "Rei da Espanha" [trd.], já que os anteriores utilizavam o título abreviado de Rei das  Espanhas. A partir de Amadeu, já todos adotam este título.
No Concílio de Constança, os quatro reinos, Portugal, Aragão, Castela e Navarra, aparecem formando uma só entidade ("nação espanhola"; o termo "natio" não tem na época o mesmo significado de hoje) e compartindo o mesmo voto.

## A conquista da América

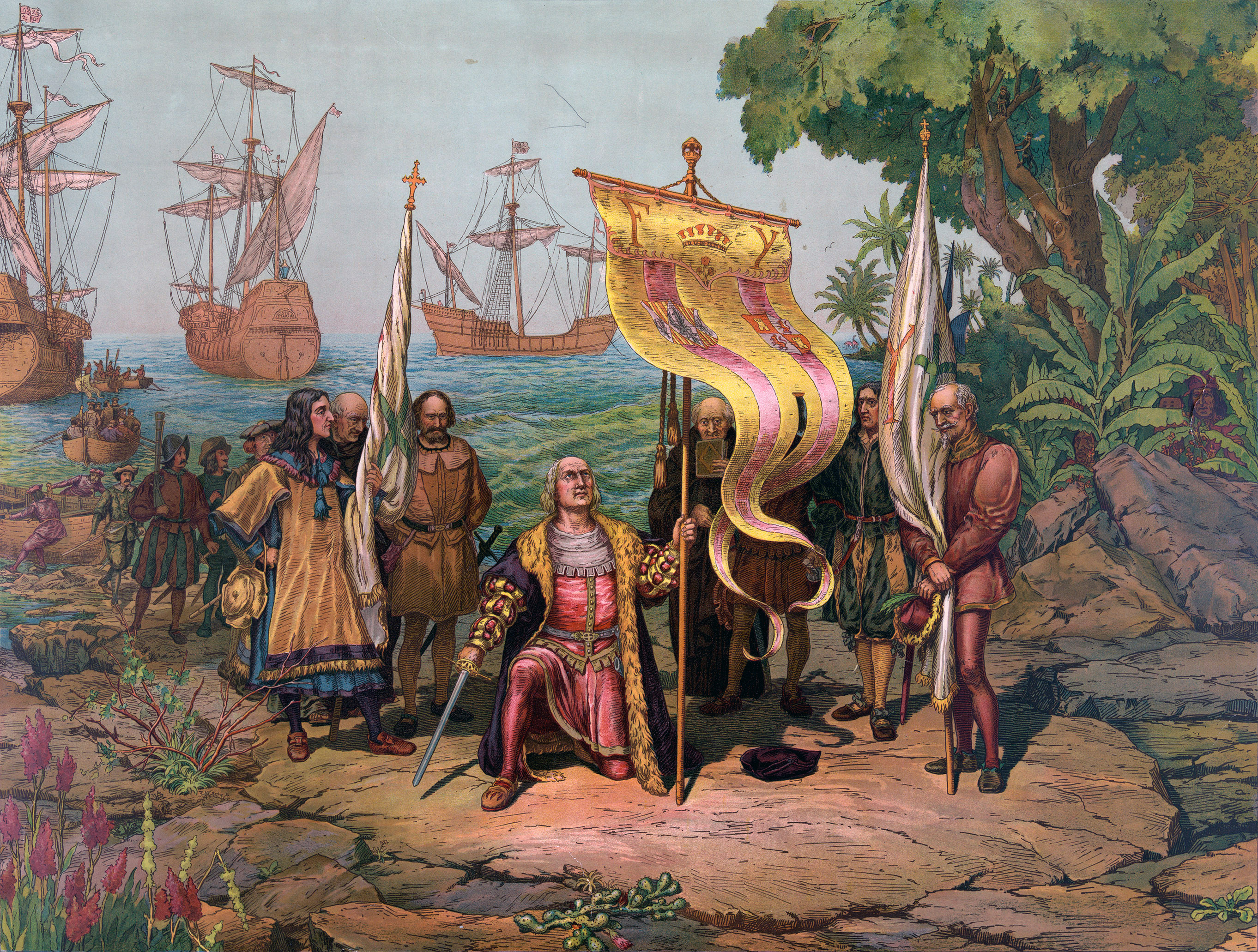
O Descobrimento da América por Cristóvão Colombo

Ainda no período dos reis católicos, a Espanha empreendeu uma política de financiamento de exploracões marítimas, rivalizando poder com Portugal. Entre elas, a viagem de Cristóvão Colombo tornou a América conhecida à Europa. A partir desse facto, a Espanha colonizou as terras do Novo Mundo e através de seus conquistadores, diversos povos indígenas foram reprimidos, como as civilizações Inca, Asteca e Maia.
Para evitar disputas com outras nações europeias, a Espanha assinou com Portugal, através do Papa Alexandre VI, o Tratado de Tordesilhas, para definir os territórios do Novo  Mundo que pertenceriam a cada país.
A Espanha trouxe, do continente americano, gigantescas porções de prata e ouro. Entretanto, esse modo de exploração foi prejudicial ao país. Enquanto a economia era dependente das colônias na América, outras atividades como o comércio não foram desenvolvidas como em outros países, por exemplo a Inglaterra. Isso provocou a desvalorização da moeda espanhola e diversas crises econômicas.

## Dinastia Habsburgo

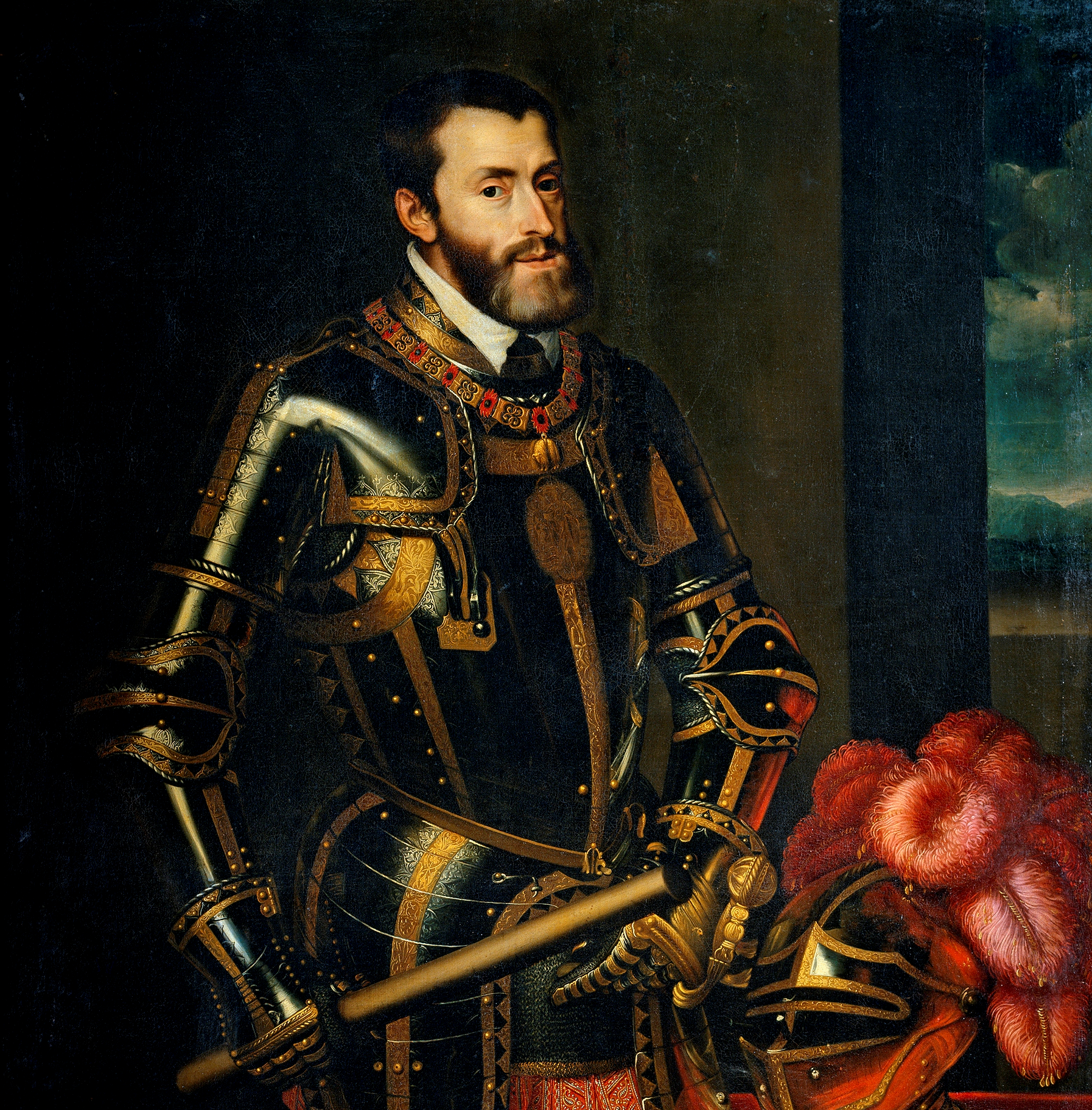
O imperador Carlos I

O Império Colonial Espanhol atingiu seu auge e declinou sob a dinastia dos Habsburgos (chamada também de Casa da Áustria). A Espanha obteve sua maior extensão graças à conquista de territórios na América e outras colônias de ultramar sob Carlos I, também intitulado Imperador Carlos V do Sacro Império Romano-Germânico.
Após a morte de Carlos I em 1556, o extenso reino se dividiu em duas porções: o Sacro Império de um lado; a Espanha e os Países Baixos de outra, sob o controle de Filipe II. Filipe II, aumenta seus territórios na América e une a coroa de Portugal com seus territórios de Ultramar, iniciando a breve União Ibérica, que se converteu na maior potência económica e militar do mundo.
A grande extensão gerou conflitos internos. Em 1640 Portugal readquire sua independência. Em 1648 o rei Filipe IV reconhece a independência dos Países Baixos com o fim da Guerra dos Oitenta Anos. Ao domínio de Filipe V, da dinastia Bourbon, que persiste até hoje.
Podemos dividir este período segundo os monarcas reinantes em:
- Reinado de Carlos I e V de Alemanha (1516-1556)
- Reinado de Filipe II (1556-1598)
- Reinado de Filipe III (1598-1621)
- Reinado de Filipe IV (1621-1665)
- Reinado de Carlos II (1665-1700)

## Dinastia de Bourbon
A Casa de Bourbon começou a reinar na Espanha em 1700, com a coroação de Filipe V. Pouco depois, em 1702 começa a Guerra de Sucessão Espanhola, na que Castela permanece, em maioria, fiel ao novo rei, enquanto que os antigos territórios da Coroa de Aragão ficam do lado de Carlos de Áustria. Ao ganhar a guerra, Filipe V fez amplas reformas administrativas para aproximar seu novo reino ao modo centralizado de seu país de origem.
Filipe V foi sucedido por Fernando VI, Carlos III e Carlos IV. No governo desse último, as tropas de Napoleão Bonaparte invadiram o território espanhol e puseram o irmão José Bonaparte no poder. A casa dos Bourbon foi restaurada em 1813 com a posse de Fernando VII após a Guerra Peninsular. Nesse período de agitação interna, as colônias espanholas na América tiveram a oportunidade de lutar por sua independência. Até 1830, a Espanha tinha perdido a maioria de suas colônias no continente.
Conhece-se como período de Ilustração política na Espanha ao que abarca os reinados dos Bourbons desde Filipe V em 1700 até Carlos IV que finaliza seu reinado abruptamente em 1808, recolhendo o movimento do século das luzes que se inicia na França e é a antecâmara da Revolução francesa.
- Reinado de Filipe V (1700-1746), com um breve reinado de Luís I em 1724 e com destaque para o Tratado de Utrecht em 1713
- Reinado de Fernando VI (1746-1759)
- Reinado de Carlos III (1759-1788)
- Reinado de Carlos IV (1788-1808)

## Reinado de Fernando VII
No início do século, aconteceu, na Espanha, a Guerra da Independência (ou Guerra Peninsular), um conflito armado entre 1808 e 1814  que opôs a Espanha e seus aliados Portugal e Reino Unido contra o Primeiro Império Francês, como consequência da política expansionista de Napoleão I. Em 18 de março de 1812, a Constituição de Cádis, também conhecida por Constituição Espanhola de 1812 ou La Pepa, é aprovada.
Durante o período de 1814 a 1820, Fernando VII restabelece o governo absolutista dos antecessores Bourbons. Suas medidas foram de repressão aos liberais. O novo rei também contestou a Constituição de Cádiz, o que levou a uma revolta chefiada por Rafael de Riego. Entre 1820 e 1823, a Espanha não é regida mais por Fernando VII depois de um golpe militar chefiado por Riego. Este período é conhecido como o Triênio Liberal). Porém em 1823, Fernando VII restabeleceu seu reinado. Denomina-se Década Ominosa ("Década Nefasta", 1823-1833) ao período da história da Espanha que corresponde à última fase do reinado de Fernando VII e a restauração do absolutismo depois do Triênio Liberal.

## Guerras Carlistas
Devido à pouca idade da sucessora natural ao trono de Fernando VII, quando este morreu em 29 de setembro de 1833, sua esposa, Maria Cristina de Bourbon, assumiu de imediato a regência e prometeu, aos liberais, uma política distinta da do falecido rei.
Entre 1833 e 1840, desenvolveu-se, na Espanha, a Primeira Guerra Carlista entre os partidários do infante Carlos María Isidro, conhecidos como carlistas e partidários de um regime absolutista; e os de Isabel II, partidários de um regime liberal e denominados cristinos por apoiar a regente María Cristina.
O Carlismo foi um movimento político legitimista de caráter antiliberal e antirrevolucionário que pretendia o estabelecimento de um ramo alternativo da dinastia dos Bourbons ao trono espanhol, e que em suas origens propunha a volta ao Antigo Regime.
Do lado cristino, o general Baldomero Espartero, após muitas lutas, firmou a paz mediante o Convênio de Oñate, em 29 de agosto de 1839. Desfrutando de uma grande popularidade, Espartero se uniu ao Partido Progressista e conseguiu ser nomeado Presidente do Conselho de Ministros mas o apoio insuficiente o obrigou a renunciar. Espartero liderava, sem oposição, o Partido Progressista e necessitava de uma maioria suficiente nas Cortes. Porém acabou entrando em choque com a regente. Uma rebelião generalizada contra Maria Cristina nas cidades mais importantes como Barcelona, Zaragoza e Madrid a fez renunciar e entregar a Regência do Estado e a custódia de suas filhas, incluindo a da rainha Isabel, nas mãos do general. O modo ditatorial de governar, personalista e militarista, provocou a inimizade de muitos dos partidários de Espartero, fazendo com que, em 1841, se iniciasse uma Revolução. Em 1843, Espartero se viu obrigado a dissolver as Cortes.

## Rainha Isabel II
Diante do fracasso da regência de Esparteiro, em 1843 as Cortes Gerais da Espanha resolveram reconhecer a maioridade de Isabel II quando ela tinha ainda apenas 13 anos. Em 10 de novembro de 1843, Isabel II jurou a constituição espanhola de 1837, que havia substituído a de Cádis.
Seu reinado, até 1868, foi de altos e baixos. Seu início foi tumultuoso com sua indicação do progressista Salustiano Olózaga mas depois de alguns incidentes, este foi obrigado a renunciar e em seu lugar entrou o moderado Ramón María Narváez, nomeado Presidente do Governo da Espanha. Foi no governo de Narváez que foi decretada a Constituição de 1845.
Após o período de governo conhecido como década moderada, os progressistas chegaram ao poder em 1854 e ficaram até 1856 (este período conhecido como Biênio Progressista).  Em 1860, através do general O’Donnell, a União Liberal chegou ao poder. Neste mesmo ano, Carlos Bourbon fracassou em mais uma tentativa de reivindicar o trono a seu favor com uma nova guerra carlista.
Em 1868, o reinado de Isabel II chegou ao fim com a Revolução conhecida como "A Gloriosa" ( e também como "Setembrina"), revolução esta iniciada por descontentamentos com seu reinado.

## Sexênio Democrático
Sexênio Democrático foi o período da história da Espanha transcorrido desde o triunfo da revolução de setembro de 1868 até o pronunciamento de dezembro de 1874 que deu começo à etapa conhecida como Restauração.

### Reinado de Amadeu I de Saboia

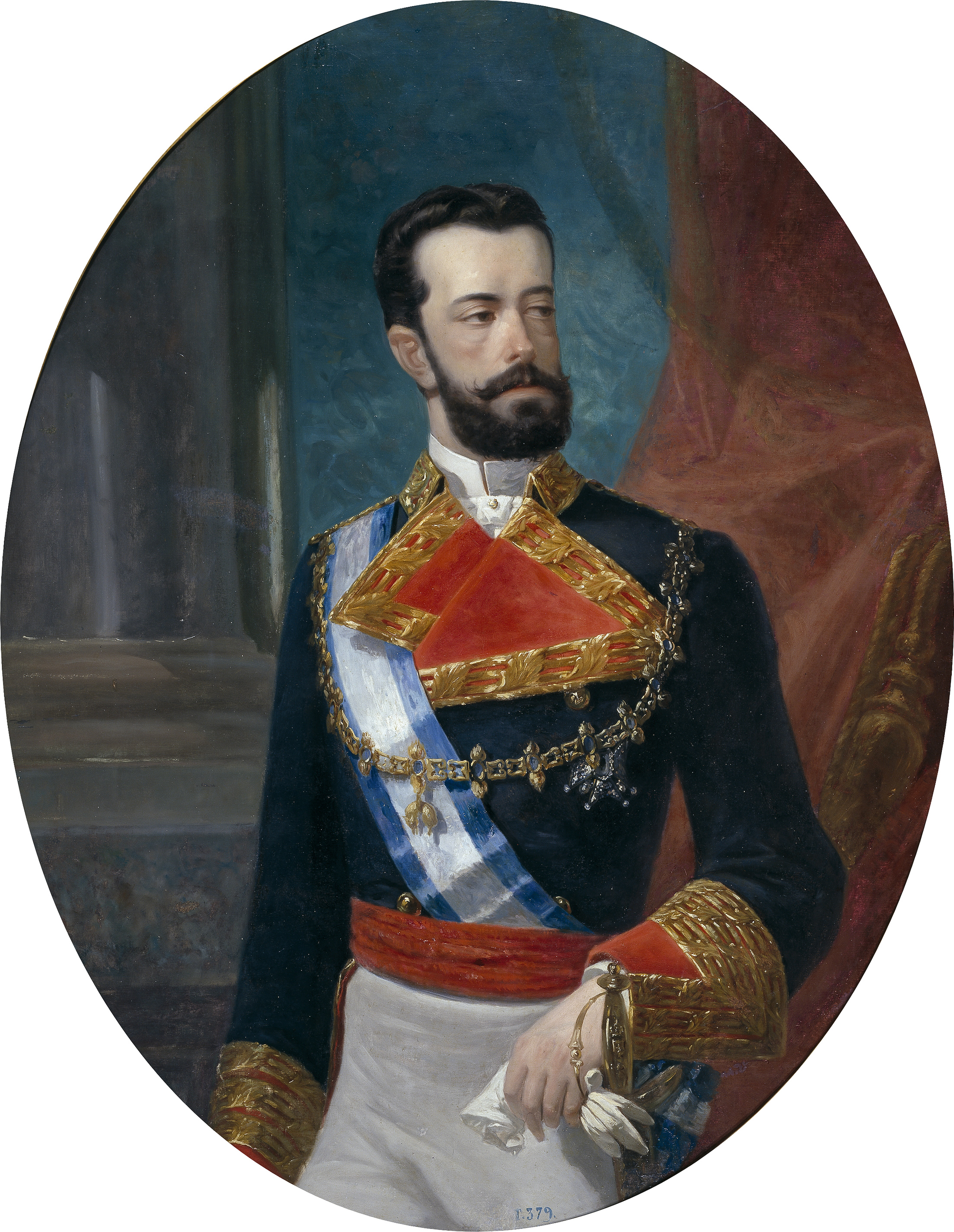
Amadeu I de Saboia

Com a Revolução de 1868, Isabel II foi destronada e foi proclamada uma monarquia constitucional. Foi posto como regente o general Serrano. Houve na época uma dificuldade inerente à troca de regime e de encontrar um rei que aceitasse o cargo. Finalmente em 16 de novembro de 1870 com o apoio do setor progressista das Cortes Gerais e dos Carlistas, Amadeu,da casa de Saboia, foi empossado como Rei.
Amadeu teve sérias dificuldades devido à instabilidade dos políticos espanhóis, às conspirações republicanas, aos movimentos carlistas (Terceira Guerra Carlista), ao movimento separatista de Cuba, às disputas entre seus próprios aliados e a uma tentativa de assassinato. Abdicou por iniciativa própria em 11 de fevereiro de 1873. À sua partida, proclamou-se a Primeira República Espanhola.

### Primeira República

Bandeira de caráter provisório da Primeira República Espanhola

Com a renúncia da Amadeu I, a população de Madrid e deputados republicanos fundaram a Primeira República Espanhola. São formadas duas correntes principais: os unitários, que preferem um estado de controle centralizado, e os federais, que propõem uma menor centralização do poder em favor de regiões administrativas menores.
A Primeira República Espanhola durou onze meses, nos quais se sucederam quatro Presidentes. O primeiro presidente foi Estanislao Figueras (unitário). Em junho do mesmo ano, a assembleia constituinte empossa Francisco Pi y Margall (federal). Rebeliões separatistas por todo o país induzem a renúncia de Pi y Margall, que foi sucedido por Nicolás Salmerón (federal), que ordena ao exército sufocar as revoltas.
A debilidade de seu nascimento, que provocou a posterior restauração bourbônica, deveu-se a vários fatores, entre os quais se destacam a falta de uma base social suficiente, dado o descontentamento dos campesinos e trabalhadores; a organizada oposição dos conservadores ou monárquicos, incluídos os levantamentos carlistas e a carência de uma burguesia que sustentasse o sistema.

## Restauração

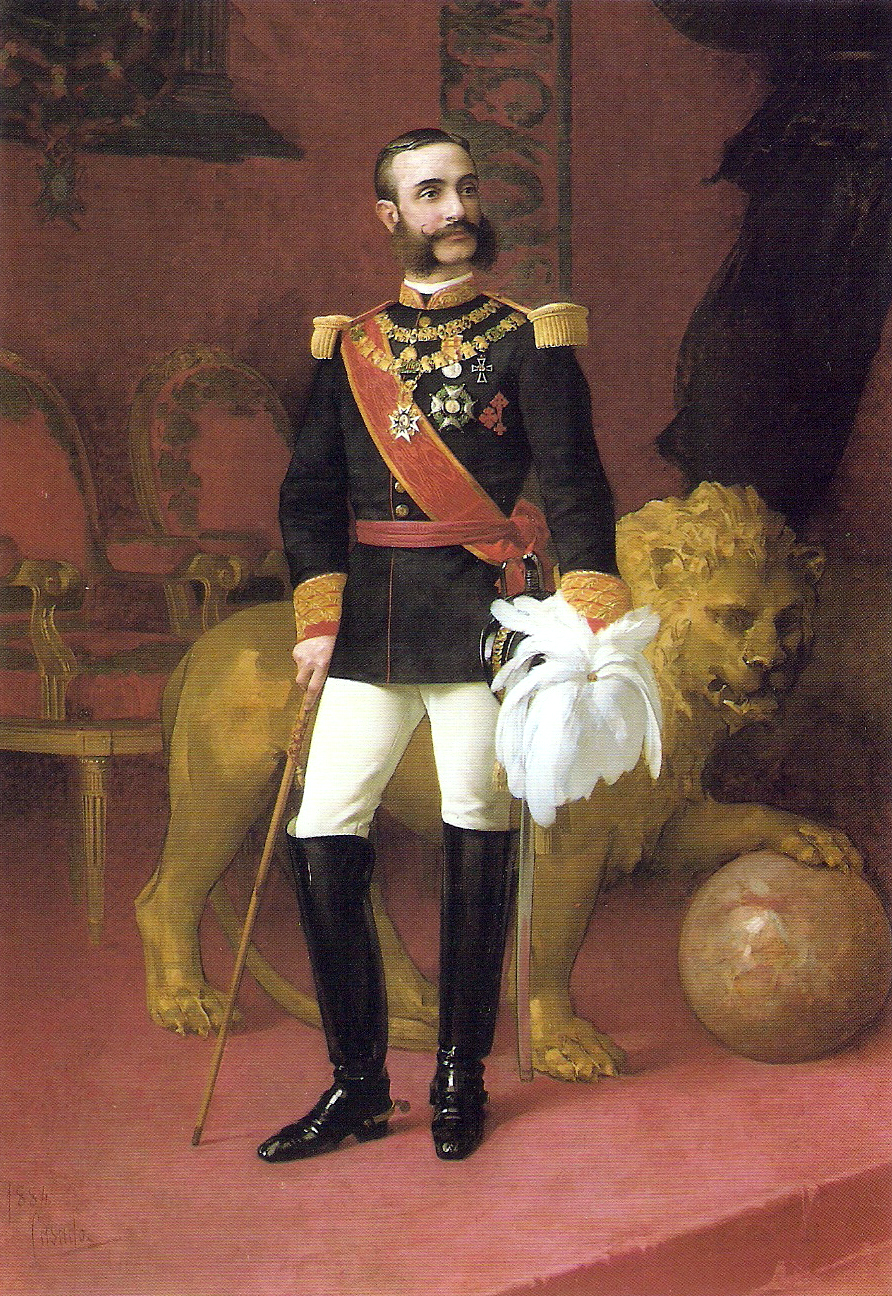
O rei Afonso XII da Espanha

A Restauração Bourbônica foi o período que aconteceu na Espanha desde o pronunciamento do general Martínez Campos em 1874, que acaba com a Primeira República, e a proclamação da Segunda República em 14 de abril de 1931. O período caracterizou-se por uma certa estabilidade institucional, a conformação de um modelo liberal do Estado e a incorporação dos movimentos sociais e políticos, fruto da revolução industrial, que começou sua decadência com a ditadura de Miguel Primo de Rivera em 1923.

### Reinado de Afonso XII
Seu reinado consistiu principalmente em restaurar a monarquia e acabar com todas as lutas internas o que lhe valeu o apelido de "o Pacificador". Também aprovou a nova Constituição de 1876. Morreu em 1885 de tuberculose em Madrid.

### Reinado de Afonso XIII
Afonso XIII era filho do rei Afonso XII de Espanha e de Maria Cristina de Habsburgo-Lorena. Foi proclamado rei na altura do seu nascimento e sua mãe foi a regente durante o período de sua menoridade. Somente em 1902, ao completar 16 anos, foi declarado maior de idade e assumiu as funções de chefe de Estado. Na época da regência de sua mãe, a Espanha perdeu as colônias de Cuba, Puerto Rico e Filipinas. No século XX, com a guerra de Marrocos, a Espanha perdeu o domínio militar que tinha sobre a cidade de Melilla. Devido a essas perdas, a Espanha sofreu numerosas revoltas sociais, que levaram a que o capitão Miguel Primo de Rivera organizasse um golpe de estado em 13 de setembro de 1923, protegido pelo próprio Afonso XIII. Começaram então a surgir manifestações contra a monarquia que protegeu o ditador Rivera. Foi assim que os partidos políticos espanhóis se uniram contra o rei e este acabou renunciado à chefia do Estado, mas sem abdicar formalmente.

### Ditadura de Primo de Rivera
A Ditadura de Primo de Rivera foi o período da história espanhola, desde o golpe de Estado do capitão-general Miguel Primo de Rivera, de 13 de setembro de 1923, até 28 de janeiro de 1930, até à sua substituição pela chamada Dictablanda, do general Dámaso Berenguer.
A distribuição geográfica do crescimento da população espanhola entre 1920 e 1950, depois da crise económica de 1927, acentuada em 1929, a violenta repressão dos trabalhadores e intelectuais e a falta de sintonia entre a burguesia e a ditadura, a monarquia, cúmplice, será o objeto em questão a partir da união de toda a oposição em agosto de 1930 no chamado Pacto de San Sebastián.
Com a demissão de Miguel Primo de Rivera, a 28 de janeiro de 1930, a ditadura é substituída pela chamada Dictablanda do general Dámaso Berenguer.
Porém, os governos de Dámaso Berenguer e de Juan Bautista Aznar-Cabañas, não fizeram outra coisa a não ser aumentar a decadência. Depois do fracasso da Dictablanda, Alfonso XIII tentou devolver o debilitado regime monárquico à senda constitucional e parlamentar, convocando eleições municipais para 12 de abril de 1931. Constatando a falta de apoio popular nas cidades, o Rei Afonso XIII, decidiu o exílio a 14 de abril de 1931, dando assim fim à restauração bourbônica na Espanha.

## Segunda República Espanhola

Bandeira da Segunda República Espanhola

A Segunda República foi o regime político entre 14 de abril de 1931, data de da proclamação da mesma e da saída de Espanha do Rei Afonso XIII, e 1 de abril de 1939, data da vitória definitiva do general Francisco Franco na Guerra Civil Espanhola.
Depois da proclamação da República, Niceto Alcalá-Zamora governou provisoriamente (até 14 de outubro). Após a sua demissão, foi substituído por Manuel Azaña. Em 10 de dezembro, após eleições, Niceto Alcalá-Zamora voltou ao poder, ficando neste cargo até 7 de abril de 1936, quando o novo governo da Frente Popular da Espanha pediu a sua demissão e novamente Manuel Azaña o substituiu. Em 9 de dezembro de 1931, foi aprovada uma nova Constituição Espanhola.
A instabilidade política derivou finalmente num falido golpe de estado de um setor do exército contra o Governo legal da República, dando passo à Guerra Civil Espanhola, concluindo a 1 de abril de 1939 com a vitória dos rebeldes.

## Guerra Civil Espanhola (1936-1939)
Foi o conflito bélico que se instalou depois do malogrado golpe de estado de um setor do exército contra o Governo legal da Segunda República Espanhola e que assolou o país entre 17 de julho de 1936 e 1 de abril de 1939, concluindo com a vitória dos rebeldes e a instauração de um regime ditatorial encabeçado pelo general Francisco Franco.
Desde o golpe de estado de 18 de julho a república tinha problemas mesmo na zona leal, onde o golpe não venceu imediatamente, devido à enorme influência de certos partidos e pelas tentativas de instalar a democracia direta por parte de grupos anarquistas como a Confederação Nacional do Trabalho e depois por uma importante influência comunista. Houve 70 mil assassinados na zona republicana e 55 mil assassinados na zona nacionalista. O número de vítimas civis, ainda que se discuta, muitos acreditam situar-se entre as 500 000 e o 1 000 000 de pessoas. A Revolução Espanhola (de esquerda) foi destruída militarmente pelos franquistas, que tinham apoio da Alemanha, enquanto os grupos esquerdistas contavam apenas com um pequeno apoio da então União Soviética.
Esta guerra é, frequentemente, considerada uma "preliminar" da Segunda Guerra Mundial, pela participação de potências internacionais. A princípio, os militares receberam apoio dos regimes fascistas europeus (Alemanha e Itália), Portugal e Irlanda. O Governo republicano recebeu apoio da URSS, único país comunista de Europa, e do México. A França, o Reino Unido e os Estados Unidos, decidiram manter-se à margem do conflito.

## Governo de Franco

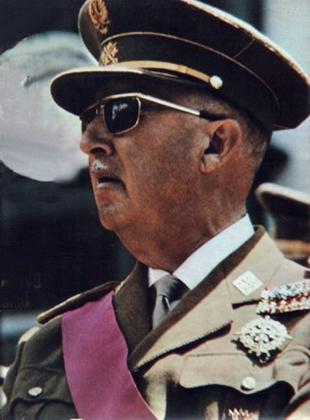
O general Francisco Franco governou a Espanha de 1939 até 1975.

O governo do general Francisco Franco, conhecido como franquismo, começou quando este se proclamou caudilho da Espanha ao vencer a Guerra Civil Espanhola em 1939, e acabou com sua morte em 1975. Nos anos 40, o franquismo praticou uma forte repressão política dos perdedores da guerra (democratas liberais, nacionalistas periféricos, socialistas, comunistas, anarquistas, etc.). A Espanha havia perdido, na guerra, uma parte significativa de sua população e de sua capacidade produtiva. A escassez multiplicou as situações de fome e perpetuaram a miséria extrema. A situação piorou com o início da Segunda Guerra Mundial, durante a qual a Espanha se declarou neutra. Do final da guerra até 1965, surgiram guerrilheiros (chamados de maquis) contra o franquismo.
Nos anos 1950, a posição geográfica da Espanha e seu regime político acabaram se convertendo em estratégicos para Estados Unidos e seus aliados europeus frente à União Soviética na Guerra Fria. Diante disto, os Estados Unidos estabeleceram bases militares no território espanhol e, como contrapartida, em 1951, a Espanha começou a receber assistência económica. A aliança da Espanha com os Estados Unidos acabou com o isolamento internacional e abriu a economia. Em 1957, um grupo de tecnocratas entrou no governo e deu o giro definitivo à política económica, colocando, em prática, um duro Plano de Estabilização conforme as diretrizes do Banco Mundial e do Fundo Monetário Internacional (FMI).
Nos anos 1960 e princípios dos 1970, o desenvolvimento económico foi notável, ainda que fosse desigual o nível de vida da maioria da população. Este crescimento económico foi propiciado pela expansão do turismo e pela entrada de divisas de emigrantes. Surgiram grupos terroristas como o Pátria Basca e Liberdade (ETA) e a Frente Revolucionária Antifascista e Patriota (FRAP), e a repressão veio inclusive sob a forma de pena de morte. Em 1969, Juan Carlos foi nomeado príncipe. Ainda com a monarquia estabelecida, Franco continuou como chefe de governo até 1975, ano da sua morte.

## Transição à democracia

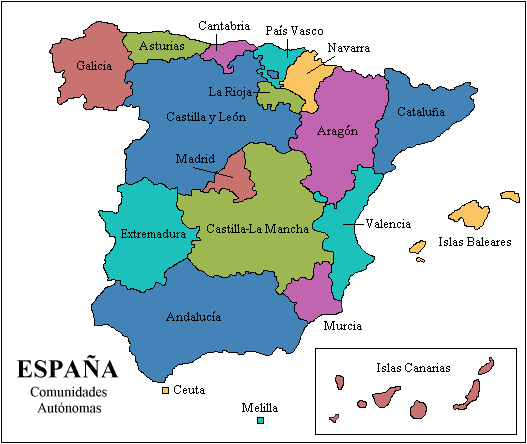
As comunidades autônomas da Espanha estabelecidas na Constituição de 1978.

Se entende por Transição Espanhola ou nova restauração borbônica, o processo pelo que a Espanha passou da ditadura de Francisco Franco, a um Estado social, democrático e de direito. As datas de duração mais aceitas são de 20 de novembro de 1975 para seu início (data de falecimento do ditador) e 28 de outubro de 1982 (vitória eleitoral do PSOE) para sua finalização.
O Rei Juan Carlos confirmou Arias Navarro no cargo de Presidente do Governo, mas pediu a sua demissão em 1976. Neste mesmo ano foi aprovado o Referendo sobre a Lei para a Reforma Política e, como consequência desta aprovação, foram realizadas as primeiras eleições democráticas, em 15 de junho de 1977. Nas eleições triunfa a União de Centro Democrático (UCD), partido dirigido por Adolfo Suárez. Em 1978 aprova-se uma constituição democrática mediante referendo.
Em 1979, ocorreram novas eleições legislativas nas quais a UCD conservou a maioria relativa no Congresso e a absoluta no Senado. Em 1981, Adolfo Suárez se demitiu devido ao distanciamento com o Rei e às pressões internas de seu partido. Durante a votação no Congresso de Deputados para eleger o sucessor a Leopoldo Calvo-Sotelo, se produziu a tentativa de golpe de Estado, conhecida como 23-F, que fracassou. Calvo Sotelo dissolveu o parlamento e marcou novas eleições para 1982. O resultado das eleições foi uma grave derrota da UCD e a vitória do PSOE, um partido de centro-esquerda.

## Atualmente

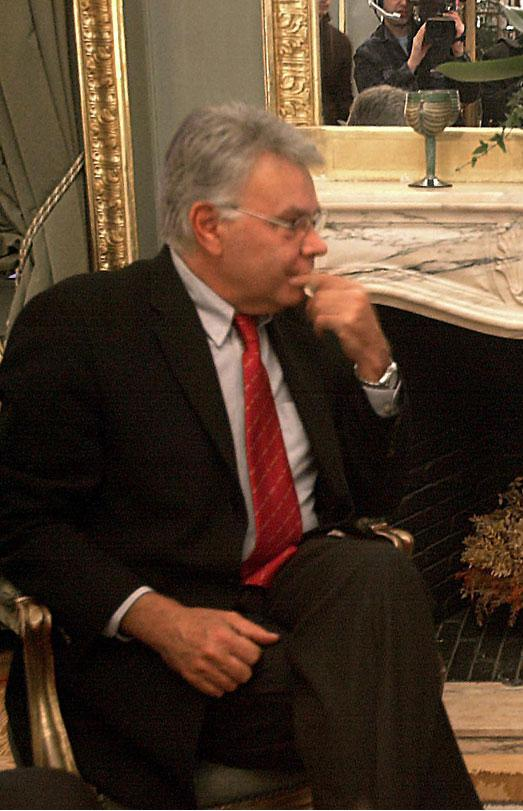
Felipe González, um dos mandados mais longos da história moderna da Espanha

Depois da restauração da democracia, o PSOE converteu-se em um dos grandes partidos do governo. Sob comando de Felipe González, o PSOE assumiu a tarefa de governar a Espanha entre 1982 (quando obteve uma contundente maioria no Congresso) e 1996, um dos mandatos mais longos da história moderna da Espanha (o desgaste do PSOE devido à aparição de importantes casos de corrupção e o envolvimento de altos cargos do PSOE no financiamento e apoio ao terrorismo de Estado dos Grupos Antiterroristas de Libertação, levou, ao governo, o Partido Popular).
Durante o governo do PSOE, o país acometeu uma notável transformação em todos os âmbitos, destacando-se a extensão dos serviços públicos e o Estado do bem-estar ou a integração da Espanha na Comunidade Econômica Europeia (1986). A derrota de 1996 e a posterior renuncia de Felipe González levou o PSOE a uma grave crise de liderança que se estendeu até 2000, quando o Congresso Federal elegeu José Luis Rodríguez Zapatero como novo secretário geral.
Já no período democrático, a Espanha tentou superar problemas internos como o terrorismo. Após intentos malsucedidos dos sucessivos governos de finalizar com o terrorismo, o ETA declarou uma trégua indefinida em 2011.

### Factos importantes
- 1986:
  - 1 de janeiro: A Espanha ingressa oficialmente na Comunidade Econômica Europeia.
  - 22 de junho: São realizadas eleições gerais com vitória maioria absoluta do PSOE. Felipe González segue à frente do governo.
- 1992
  - 25 de julho a 9 de agosto: Realizam-se os Jogos Olímpicos de Barcelona.
  - Exposição Universal de Sevilha
- 1993
  - Vitória do PSOE nas eleições gerais com Felipe González à frente do governo.
- 1996:
  - Eleições gerais: maioria relativa do Partido Popular (PP) liderado por José María Aznar.
- 2000:
  - Eleições gerais: maioria absoluta do PP. José María Aznar continua à frente do governo.
- 2002:
  - 1 de janeiro: O euro se converte na moeda oficial do país, abandonando-se a peseta.
- 2003:
  - O apoio do governo à guerra do Iraque provoca múltiplas manifestações de protestos em todo país.
- 2004:
  - 11 de março: Três dias antes das eleições gerais espanholas, ocorre uma série de atentados em Madri que mata pelo menos 190 pessoas.
  - 14 de março: Ganha, as eleições, o PSOE, e José Luis Rodríguez Zapatero se torna presidente e María Teresa Fernández de la Vega se torna a primeira Vice-presidente do governo espanhol.
  - Em 22 de maio, o príncipe Filipe se casa com a jornalista Letizia Ortiz Rocasolano.
- 2005:
  - 3 de julho: A Espanha torna-se o primeiro país no mundo a dar o direito de adoção a casais homossexuais.